# Ober-/Niederwinzer-Kager

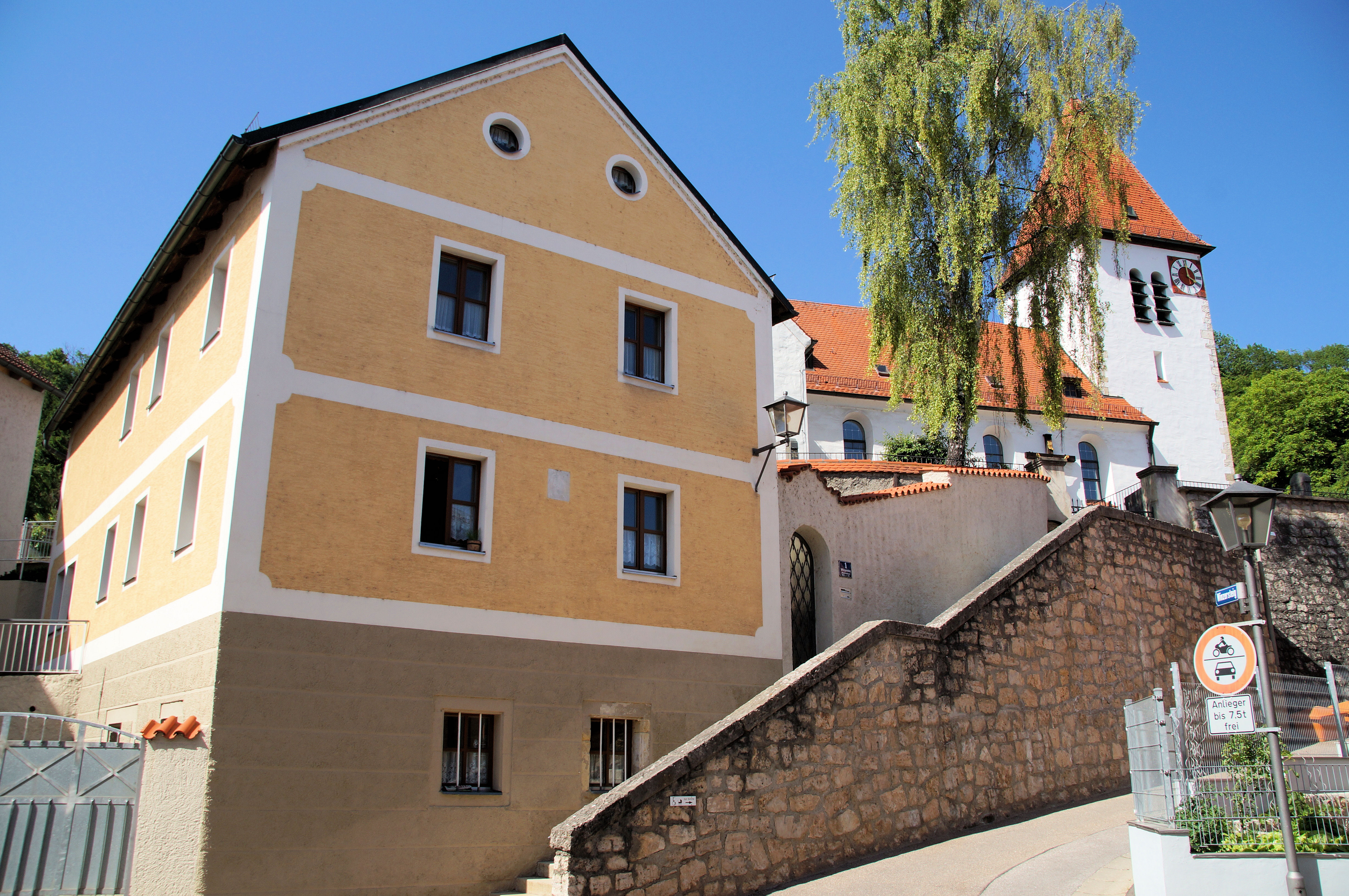
Altes Mühlhaus und Kirche St. Nikolaus in Niederwinzer

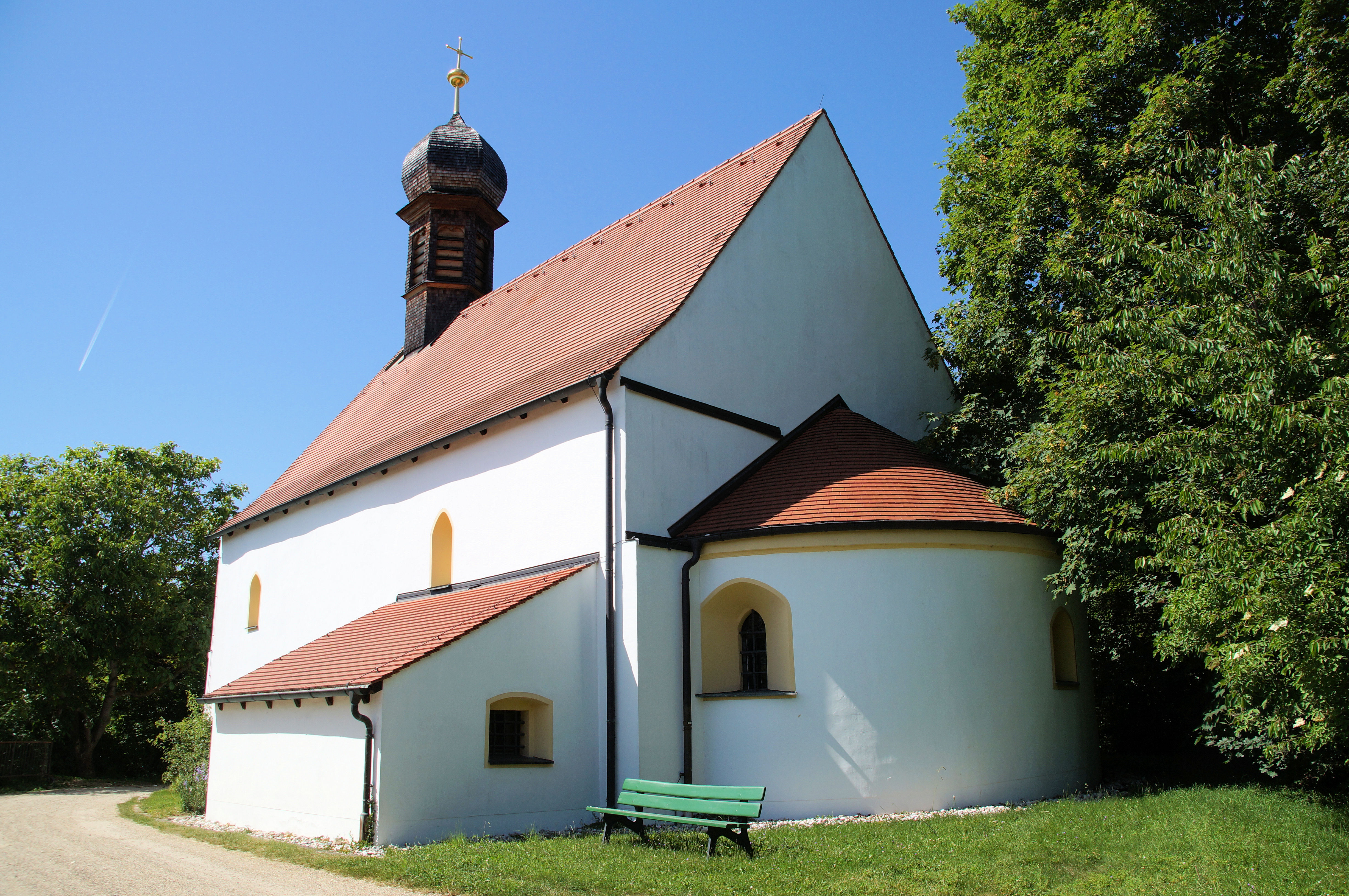
St. Michael in Kager

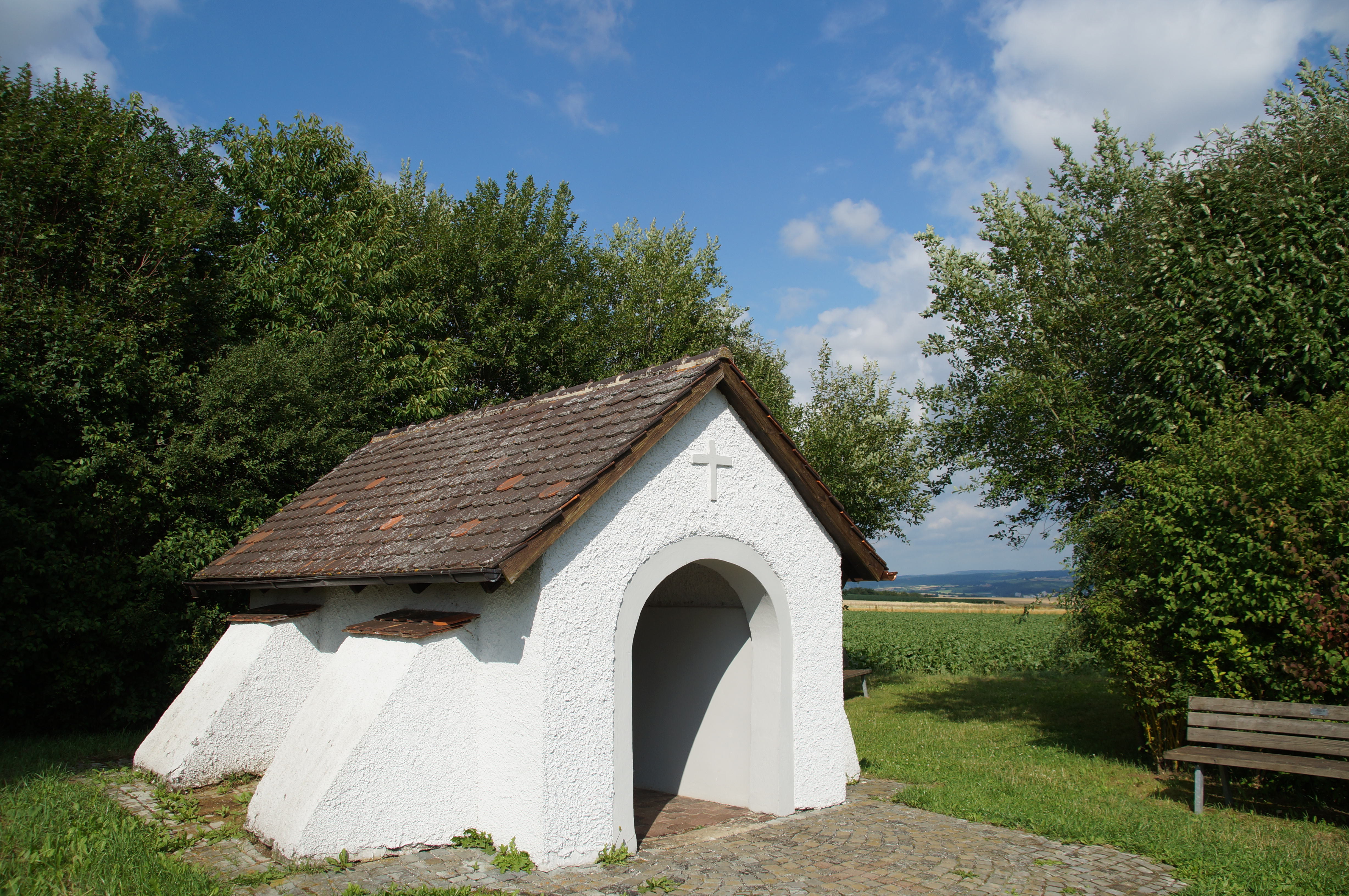
Wallfahrtskapelle Maria Tannerl

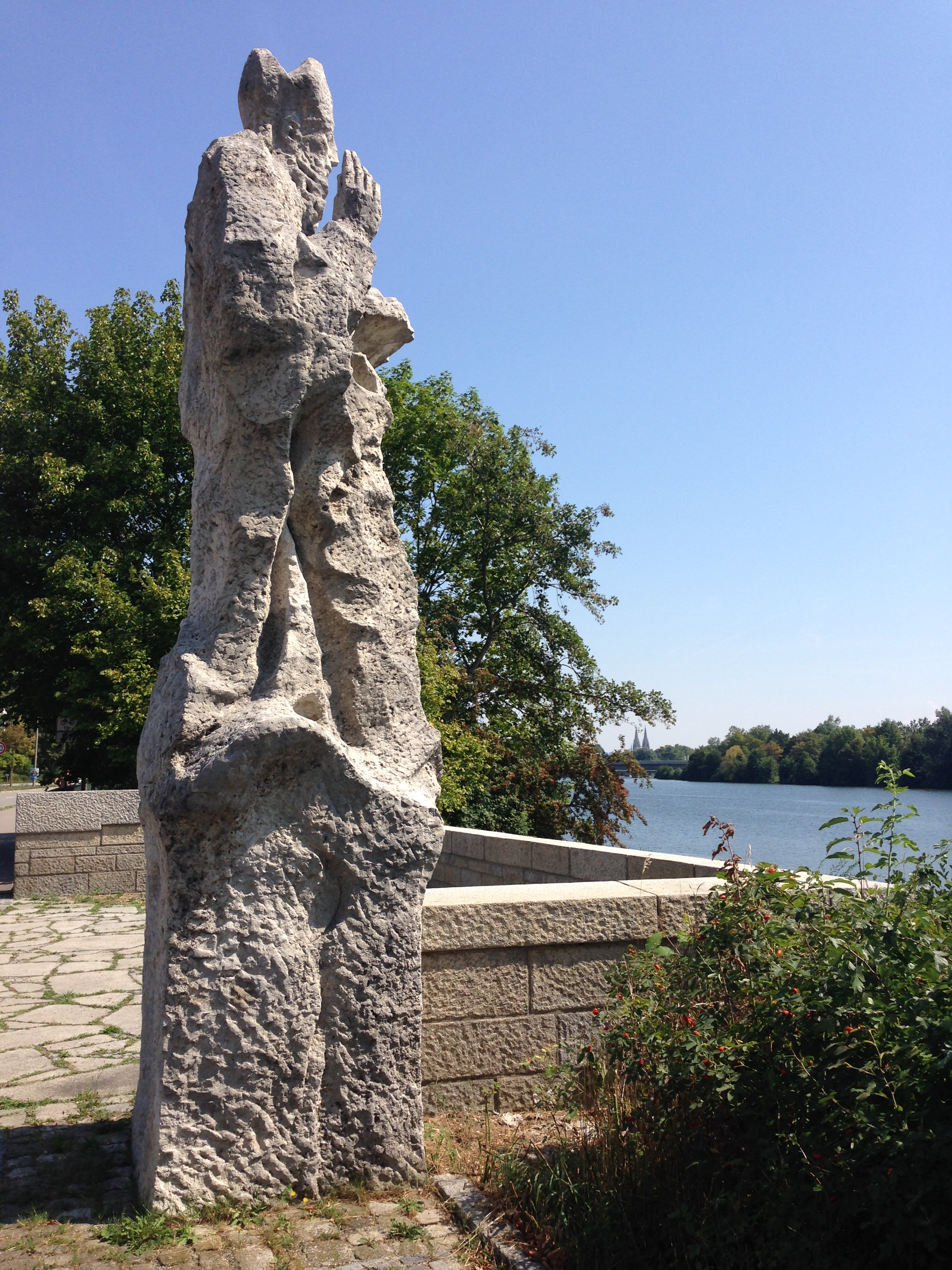
Nikolausstatue am nördlichsten Punkt der Donau in Winzer mit Blick auf den Regensburger Dom

Ober-/Niederwinzer-Kager ist der Stadtbezirk 16 der kreisfreien Stadt Regensburg. Die Landgemeinde Winzer mit den Teilorten Ober- und Niederwinzer und Kager wurde am 1. April 1924 in die Stadt Regensburg eingemeindet.
Niederwinzer ist Teil eines denkmalgeschützten Ensembles (Liste der denkmalgeschützten Ensembles in Regensburg#Ensemble in Regensburg-Niederwinzer).

## Geografie und Geschichte
Der stark dörflich geprägte Stadtbezirk liegt im Norden der Stadt Regensburg, nördlich der Donau und westlich der Nord-Süd-Autobahn A93. In seiner räumlichen Ausdehnung entspricht der Stadtbezirk mit 3,47 km² in etwa der Gemarkung Winzer  und ist mit nur 1000 Einwohnern der nach Zahl der Einwohner kleinste Stadtbezirk. Seine Fläche ist annähernd so groß wie die Fläche des Stadtbezirks Kumpfmühl-Ziegetsdorf-Neuprüll jedoch bei nur einem Zwanzigstel der Einwohnerzahl.
Ober- und Niederwinzer verdanken ihre Namen dem Weinbau. Hier gab es die ältesten schriftlich nachgewiesenen Weingärten in Altbayern, um 700 übergab Herzog Theodo II. dem Kloster Sankt Peter in Salzburg hier bereits iugeres vinearum duas prope civitate Reganesburch dicta. Das Gebiet war landesherrlich immer Teil des Herzogtums Bayern. Ursprünglich dem Landgericht in Burglengenfeld zugeordnet, war Winzer bereits im 14./15. Jahrhundert Schrannenort und gehörte zum Gericht der 3 Schrannen in Stadtamhof. Kager kam 1505 zum Landgericht Stadtamhof.
Erstmals wird 1314 auch ein befestigter Sitz zu Winzer genannt. Das spätere Schloss hatte wechselnde Besitzer. Von Michael Wening wurde der Besitz als „kleine Hofmark im Eigentum der Deutschordenskommende Regensburg“ beschrieben. Der Bau bestand nicht mehr „weilen der Adeliche Sütz gantz ruiniert“ war. Am 10. Oktober 1805 wurde der Besitz im Zuge der Säkularisation enteignet.
Die mit dem Gemeindeedikt von 1818 gegründete Landgemeinde Winzer mit den Gebieten Oberwinzer, Niederwinzer und Kager, die bis dahin zum Bezirksamt Stadtamhof gehörte, wurde am 1. April 1924 in die Stadt Regensburg eingemeindet. Im Stadtteil befindet sich der nördlichste Punkt der Donau. In Winzer am Nordufer der Donau steht dort eine Nikolausstatue, gewidmet dem Patron der Pfarrkirche St. Nikolaus. Am stadtseitig gegenüberliegenden Ufer der Donau im Westenviertel von Regensburg, nahe der Schillerwiese ist der nördlichste Punkt der Donau durch ein von Winzer aus sichtbares Kunstwerk markiert.

## Kirchen
- Pfarrkirche St. Nikolaus in Niederwinzer, im Kern aus dem 13. Jahrhundert stammender Saalbau mit Ostturm. Die ursprünglich romanische Kirche im Inneren nachträglich barockisiert.
- Neben- und Wallfahrtskirche St. Michael in Kager, im Kern romanisch, vor 1182
- Feld- und Wallfahrtskapelle Maria Tannerl: Die kleine Feldkapelle auf der Anhöhe von Kareth nach Tremmelhauserhöhe entstand 1713 und wurde 1982 renoviert. Das originale Gnadenbild der Jungfrau Maria befindet sich heute in der Kirche St. Michael von Regensburg-Kager, ca. 2 km südwestlich der Kapelle. Die Kapelle ist ein Satteldachbau mit korbbogiger Öffnung. Um 1650 war der Standort der heutigen Kapelle noch bewaldet. Das damals an einer Tanne hängende Marienbild wurde später namensgebend für die Kapelle „Maria Tannerl“. Die ursprünglich als Pestkapelle errichtete Kapelle wurde später zu einer Wallfahrtskapelle für die Bürger von Kareth als Gelübde nach bestandenen Unwettern. Erreichbar ist die Kapelle über einen Feldweg, der von der Verbindungsstraße Kareth–Tremmelhauserhöhe abzweigt.

## Karten

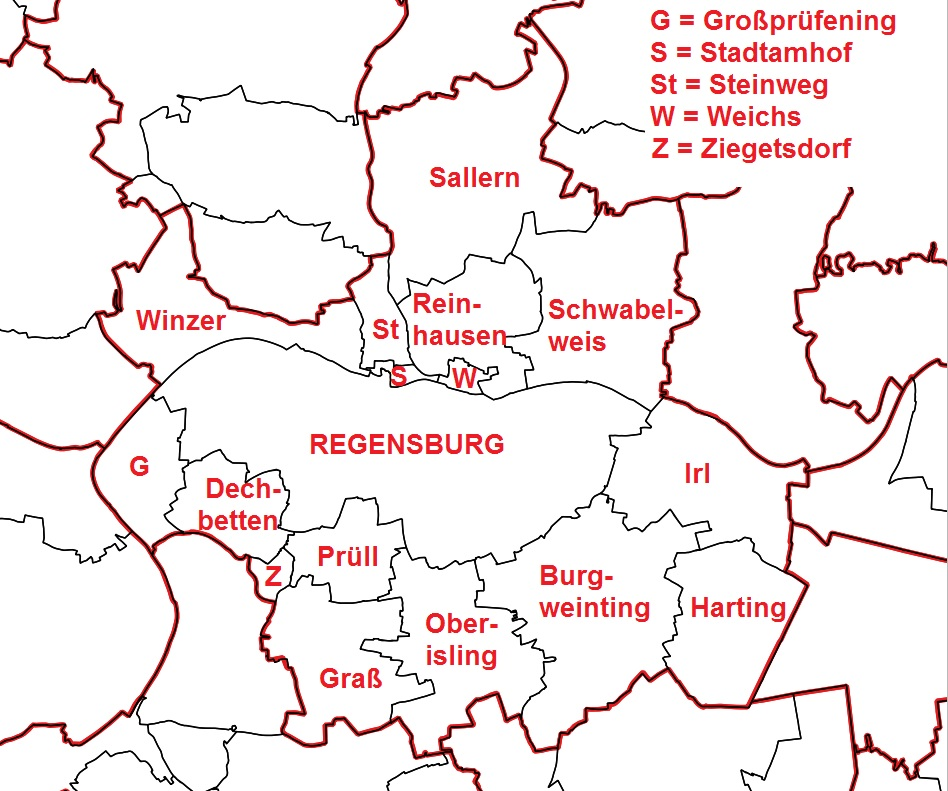
Regensburg Gemarkungen (Winzer im Nordwesten)
Regensburg Stadtbezirke